# Sebastian Ndeitunga
Sebastian Haitota Ndeitunga (* 1962 in Evale, Angola) ist ein ehemaliger namibischer Generalleutnant und Generalinspektor der namibischen Polizei. Seit Mitte November 2023 ist er Gouverneur der Region Ohangwena.
Ndeitunga stand der Namibian Police Force von Mai 2005 bis August 2022 vor. Von 2014 bis 2016 war er zudem Afrika-Vizepräsident von Interpol. 2016 bewarb er sich um den Posten des Interpol-Präsidenten. Ende August 2022 trat er in den Ruhestand.
Ndeitunga hält einen Postgraduiertenabschluss in Seerecht der Universität von Havanna in Kuba.

## Auszeichnungen
- Decoration for Outstanding and Meritorious Service of the Highest Order, Namibia
- Most Distinguished Order of Namibia, Namibia
- SARPCCO Medal for Distinct Service and the International Leadership Award, Vereinigtes Königreich